# Casa de Koháry
A Casa de Koháry é uma família nobre húngara que possuiu propriedades em Csábrág e Szitnya, as quais se encontram hoje na Eslováquia. Os Koháry estavam entre os magnatas da Hungria.
Em 1815, o chefe da casa, o então chanceler imperial da Áustria Ferenc József, recebeu o título de príncipe do imperador Francisco I da Áustria. Sua única filha, Maria Antônia, foi proclamada herdeira das posses dos Koháry, e subsequentemente seu marido, Fernando Jorge Augusto, príncipe de Saxe-Coburgo-Gota, tomou o nome Saxe-Coburgo-Gota-Koháry, iniciando um ramo das duas casas reais. Eles foram os pais do Fernando II de Portugal, consorte de Maria II de Portugal e avós de Fernando I da Bulgária, e dos dois genros do Imperador Pedro II do Brasil, Conde d'Eu e Luís Augusto de Saxe-Coburgo-Gota